# L'Âge de l'innocence
L'Âge de l'innocence (en anglais : The Age of Innocence) est une peinture à l'huile sur toile réalisée par le peintre britannique sir Joshua Reynolds, datant de 1785 ou 1788 et mesurant 76,5 × 63,8 cm. Elle compte parmi les œuvres les plus célèbres de Reynolds. La fillette représentée est inconnue, mais peut-être était-elle la petite-nièce de Reynolds, Theophila Gwatkin (qui avait trois ans en 1785 et six en 1788), ou Lady Anne Spencer (1773-1865), la plus jeune fille du 4e duc de Marlborough, qui avait douze ans en 1785 et quinze en 1788. Le tableau a été présenté à la National Gallery en 1847 par Robert Vernon et est accroché à la Tate Britain depuis 1951.

## Genre
La peinture est une étude de personnage ou, en termes du XVIIIe siècle, une « image de fantaisie ». Elle a été peinte sur une autre œuvre de Reynolds, A Strawberry Girl, peut-être parce que la peinture précédente avait subi des pertes de peinture. Seules les mains restent dans leur état d'origine. Depuis 1859, la détérioration du repeint a également été documentée.

## Popularité
The Age of Innocence est devenu un favori du public et, selon Martin Postle, « le visage commercial de l'enfance », reproduit d'innombrables fois dans des estampes et des éphémères de différentes sortes. Pas moins de 323 répliques grandeur nature à l'huile ont été réalisées par des étudiants et des copistes professionnels entre 1856 et 1893. Le nom accrocheur donné au tableau après la mort de Reynolds est dû à Joseph Grozer en 1794, lorsqu'il a utilisé ce titre pour sa gravure en pointillé de l'œuvre. Le titre original donné au tableau par l'artiste était probablement A Little Girl, le titre d'une œuvre exposée par Reynolds à la Royal Academy. Le titre inventé par Grozer a commencé à être utilisé avec succès pour la peinture et plus tard, il a été utilisé sciemment comme titre d'un roman de 1920 d'Edith Wharton.